# Carassius
Carassius, rod slatkovodnih riba iz poroice šarana (Cyprinidae). Sastoji se od pet vrsta, ali za njih postoji čak 33 sinonimna naziva. Najpoznatija među njima je zlatna ribica Carassius auratus (Linnaeus, 1758.), i uz vrstu Carassius carassius prva je opisana. Posljednja vrsta ovoga roda Carassius praecipuus, otkrivena 2017. godine. Najveća je među njima i može narasti do 64 centimetra.

## Vrste
Rod se sastoji od sljedećih pet vrsta:
1. Carassius auratus (Linnaeus, 1758.)
2. Carassius carassius (Linnaeus, 1758.)
3. Carassius cuvieri (Temminck & Schlegel, 1846.)
4. Carassius gibelio (Bloch, 1782.)
5. Carassius langsdorfii (Temminck & Schlegel, 1846.)
6. Carassius praecipuus (Kottelat, 2017.)